# Brännögård
Brännögård er en småort i Hylte kommun i Hallands län i Sverige, beliggende fem kilometer nord for Torup.

## Historie
Allerede i 1700-tallet lå der en mølle ved Kilans vandfald. I midten af 1800-tallet blev mølle og savværk ombygget og en spånhøvl installeret. I 1901 grundlagdes Brännö Väveri AB og et bomuldsvæveri afløste det gamle savværk og møllen. Fabrikken havde 248 væve og op til 150 ansatte. Der blev bygget boliger og de såkaldte kaserner er fra denne tid. Lønsomheden faldt, og i 1935 blev væveriet nedlagt. I slutningen af 1930'erne blev lokalerne overtaget af AB Isacsons Wellemballage i Göteborg. Denne industri er siden da blevet i byen.
Syd for Brännögård ligger Brännö säteri med cirka 300-årige rødder.

## Erhvervsliv
Bølgepapindustrien ejes i dag af det internationale selskab Smurfit Kappa Group, som producerer emballage af bølgepap.